# Ed Miliband
Ed Miliband, właśc. Edward Samuel Miliband (ur. 24 grudnia 1969 w Londynie) – brytyjski polityk, w latach 2010–2015 lider Partii Pracy i lider opozycji. W latach 2008–2010 minister energii i klimatu, od 5 lipca 2024 minister bezpieczeństwa energetycznego i netto zero.
Jest młodszym o cztery lata bratem Davida Milibanda, byłego szefa brytyjskiej dyplomacji. Byli oni pierwszym rodzeństwem zasiadającym w tym samym gabinecie od 1938 (członkami gabinetu byli wówczas Edward i Oliver Stanleyowie). Jest synem belgijskiego marksisty-teoretyka Ralpha Milibanda żydowskiego pochodzenia i Marion Kozak, Polki żydowskiego pochodzenia (uratowanej podczas Holocaustu przez Polaków).

## Kariera polityczna

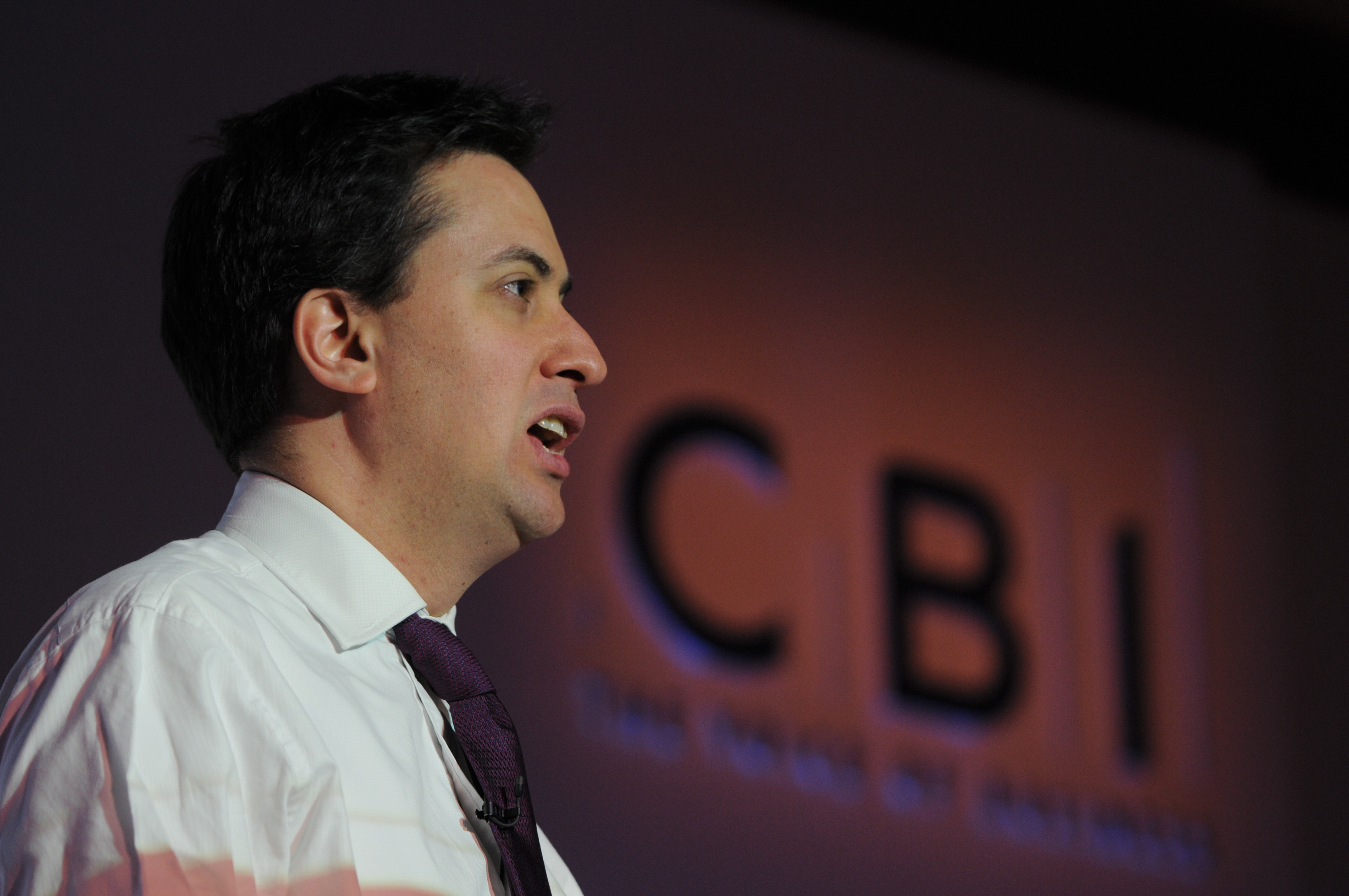
Wystąpienie Ed Milibanda

Ukończył filozofię, politologię i ekonomię na Corpus Christi College w Oksfordzie, a następnie studia magisterskie z ekonomii w London School of Economics. Karierę zawodową zaczynał jako dziennikarz telewizyjny, ale szybko skusiła go polityka, gdzie zajął się pisaniem przemówień i asystowaniem najpierw Harriet Harman, a następnie (od 1994) Gordonowi Brownowi, wówczas Kanclerzowi Skarbu w gabinecie cieni. Gdy w 1997 jego pryncypał trafił do rządu, Miliband kontynuował pracę jako jego asystent i doradca ekonomiczny.
W 2005 opuścił ministerstwo i postanowił ubiegać się, z powodzeniem, o mandat w Izbie Gmin. Został wybrany z okręgu Doncaster North. Rok później został parlamentarnym sekretarzem w Urzędzie Gabinetu. W 2007 Gordon Brown, już jako szef rządu, awansował swojego wieloletniego współpracownika na szefa Urzędu, a także powołał go na głównie prestiżowe, lecz gwarantujące miejsce w Gabinecie, stanowisko Kanclerza Księstwa Lancaster. W 2008 stanął na czele nowo utworzonego Ministerstwa Energii i Klimatu. Stanowisko to utracił po zmianie rządu wskutek wyborów w 2010.
25 września 2010 został wybrany na nowego lidera Partii Pracy. W wyścigu o tę funkcję jego głównym konkurentem był jego brat, David.
Po wyborach w 2015 r., w których kierowane przez niego ugrupowanie zajęło drugie miejsce, zrezygnował z funkcji lidera partii. Pełniącą obowiązki lidera Partii Pracy została Harriet Harman. 6 kwietnia 2020 wszedł w skład gabinetu cieni u tworzonego przez Keira Starmera. Objął w nim funkcję ministra biznesu, energii i strategii przemysłowej, zaś od 29 listopada 2021 – ministra bezpieczeństwa energetycznego i netto zero. 
Od 5 lipca 2024 zajmuje to samo stanowisko w gabinecie Keira Starmera, utworzonym bezpośrednio po wyborach parlamentarnych wygranych przez Partię Pracy.